# Nina Žižić
Nina Žižić (en monténégrin : Нина Жижић), née le 20 avril 1985 à Nikšić (République socialiste du Monténégro) est une chanteuse monténégrine.
Elle commence sa carrière au sein du groupe Negre. En 2013, elle représente le Monténégro au Concours Eurovision de la chanson 2013 à Malmö avec le duo Who See et leur chanson Igranka. En décembre 2024, elle est choisie par le diffuseur monténégrin RTCG pour représenter à nouveau son pays au Concours Eurovision de la chanson 2025 à Bâle avec sa chanson Dobrodošli.

## Biographie
Nina Žižić naît le 20 avril 1985 à Nikšić (en République socialiste du Monténégro, actuel Monténégro). 

## Carrière
Elle se fait connaître du grand public en 2003 en participant à la première saison de l'émission « Intro Karaoke ».
Sa carrière musicale débute un an plus tard en 2004 au sein du groupe Negre avec Milena Vučić et Jelena Kažanegra,,.
En 2006, elle participe au Montevizija 2006, la sélection nationale de la Serbie-et-Monténégro pour le Concours Eurovision de la chanson 2006  avec sa chanson Potraži me (Потражи ме) mais elle échoue à se qualifier pour la finale,.
En décembre 2012, elle est choisie en tant qu'« artiste mystère » aux côtés du groupe Who See pour représenter le Monténégro au Concours Eurovision de la chanson 2013 à Malmö (Suède)  avec la chanson Igranka (en français : « Danse populaire »),,. Mais ils échouent à se qualifier pour la finale, terminant 12e de la première demi-finale avec 41 points.
En 2016, elle enregistre la chanson Kiss You, Goodbye ! , qui est interprétée dans le film Hedden artiq uygunluq de la réalisatrice et scénariste azerbaïdjanaise Ülviyye Könül.
En novembre 2024, elle participe au Montesong 2024, la sélection nationale monténégrine l'Eurovision 2025 avec sa chanson Dobrodošl (en français : Bienvenue), et termine à la deuxième place  derrière le groupe Neonoen et leur chanson Clickbait. Mais à la suite d'une controverse sur l'interprétation de la chanson Clickbait avant le 1er septembre 2024 alors que le réglement du Montesong 2024 interdit aux chansons participantes d'être interprétées avant cette date, le groupe vainqueur Neonoen se retire de la compétition et Nina est choisie par le diffuseur monténégrin pour représenter son pays à Bâle, en Suisse,.
Lors du Concours Eurovision de la chanson 2025, elle participe à la seconde demi-finale du 15 mai 2025, à l'issue de laquelle elle est éliminée, n'arrivant pas dans les 10 premiers. 

## Discographie

### Singles
- 2016 : Kiss You, Goodbye !
- 2024 : Dobrodošli (en)